# تپه شیخ ابراهیم
تپه شیخ ابراهیم مربوط به دوران پیش از تاریخ ایران باستان - دوران‌های تاریخی پس از اسلام است و در شهرستان ازنا، روستای تمبک واقع شده و این اثر در تاریخ ۱۱ دی ۱۳۸۰ با شمارهٔ ثبت ۴۷۰۶ به‌عنوان یکی از آثار ملی ایران به ثبت رسیده است.